# Kurayoshi
Kurayoshi (jap. 倉吉市, -shi) ist eine Stadt in der Präfektur Tottori in Japan.

## Geschichte

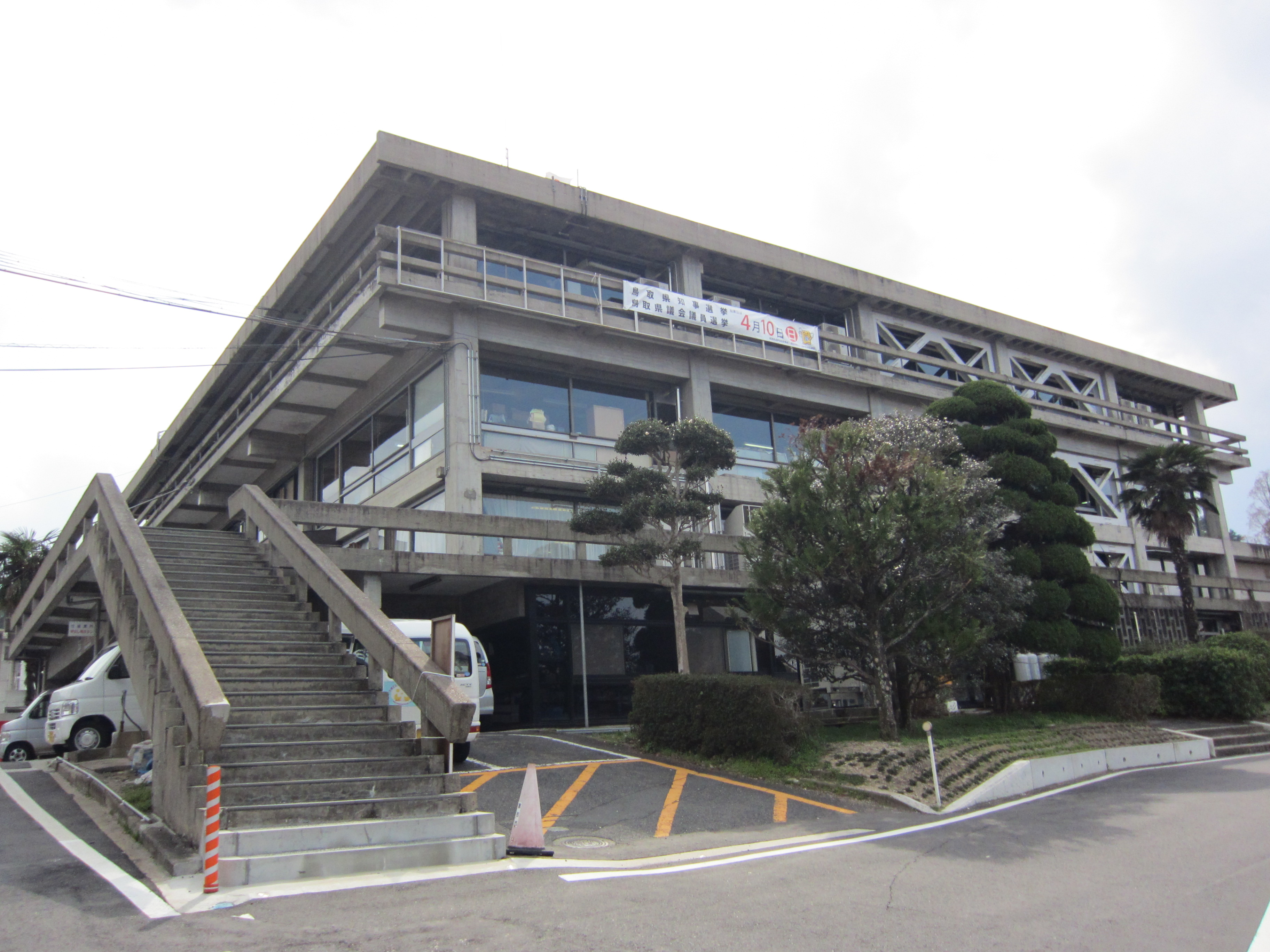
Rathaus von Kurayoshi

Die Stadt Kurayoshi wurde am 1. Oktober 1953 gegründet.

## Verkehr

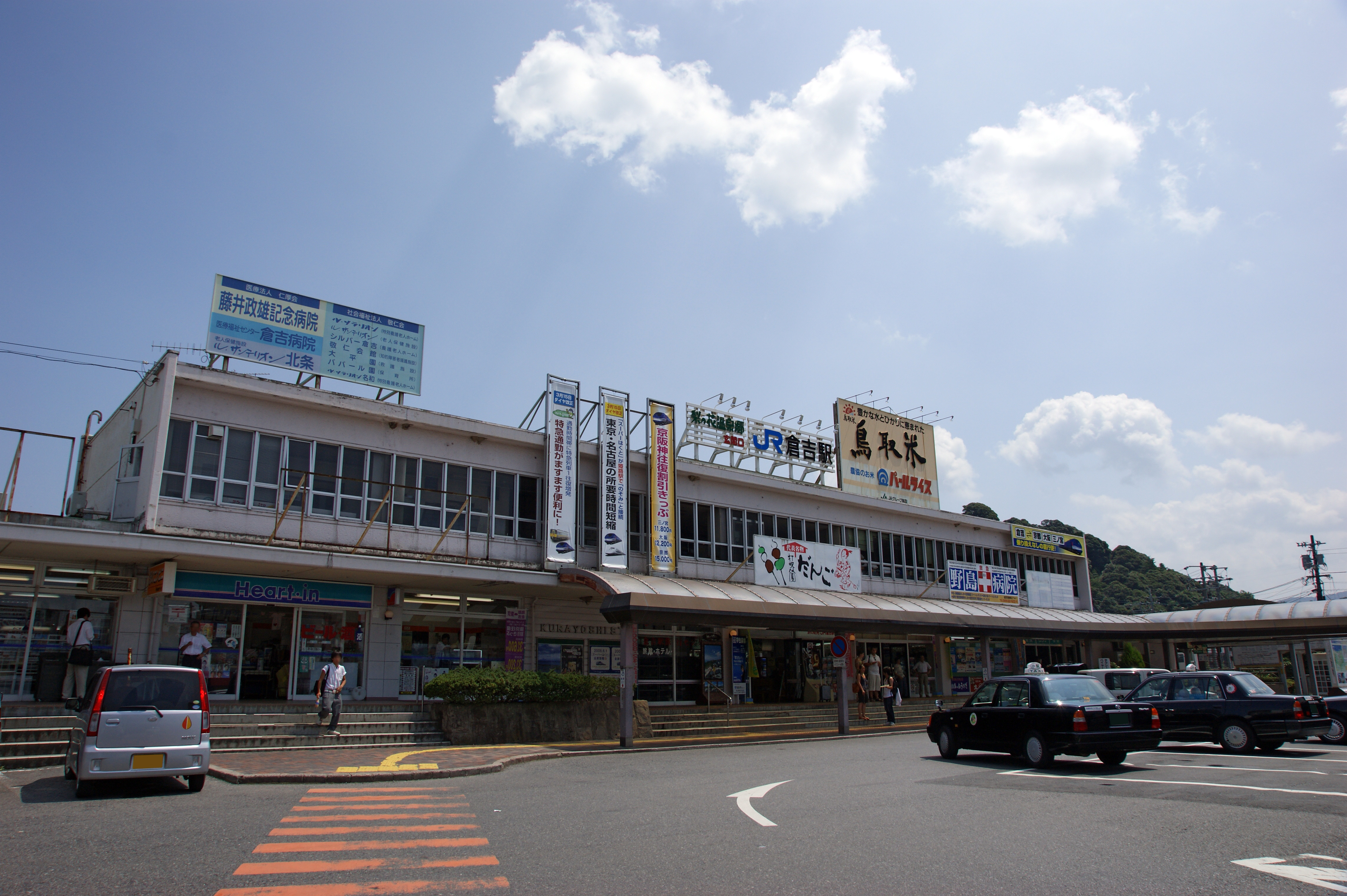
Bahnhof Kurayoshi

- Zug:
  - JR Sanin-Hauptlinie
- Straße:
  - Nationalstraße 179,313

## Städtepartnerschaften
- Naju, Südkorea

## Söhne und Töchter der Stadt
- Masato Fukui (* 1988), Fußballspieler
- Kōshirō Itohara (* 1998), Fußballspieler
- Kotozakura Masakatsu (1940–2007), Sumōringer
- Hiroto Sese (* 1999), Fußballspieler

## Angrenzende Städte und Gemeinden
- Präfektur Tottori
  - Hokuei
  - Kotoura
  - Misasa
  - Yurihama
  - Kōfu
- Präfektur Okayama
  - Maniwa